# Здание электростанции (Ливадия)
Здание электростанции в Ливадии — памятник промышленной архитектуры местного значения начала XX века, находится по адресу улица Батурина, 4. Часть комплекса хозяйственных построек Ливадийского дворца. Строилось с 1910 по 1911 год. После реконструкции используется как Ливадийский органный зал.

## История
Одновременно со строительством Ливадийского дворца (1910—1911 годы) велась работа по строительству электростанции, которая в итоге снабжала электроэнергией территорию всей тогдашней Ливадии.
Проектирование вёл придворный архитектор Глеб Петрович Гущин, строение является одним из первых в России, созданных методом скользящей опалубки. В 1927 году оборудование электростанции было демонтировано, помещение превратилось в общую столовую и дом культуры отдыха. В 1945 году во время Ялтинской конференции частичные функции электростанции восстановлены. В 1945—1947 годах здесь располагался лагерь для военнопленных, здание было передано под мастерские, склады, столовые и тому подобное. До конца 1980-х годов здание находилось в запущенном состоянии.

## Органный зал
Усилиям В. А. Хромченко - художественного руководителя и органиста Центра органной музыки «Ливадия» который он организовал и создал в 1990-х годах и его собственной инициативе и  авторскому проекту отреставрировано и реконструировано полуразрушенное и пришедшее в негодность здание электростанции Ливадийского дворца. В итоге здание превращено в высокохудожественный архитектурный ансамбль. С 1998 года после проведения реконструкции и ремонтных работ здание электростанции используется как Ливадийский органный зал. 
Во время реконструкции в 1998 году была сделана большая по объёму работа по восстановлению разрушенных частей здания, а также были добавлены новые декоративные элементы, которые изменили внешний вид самого здания. Специально для размещения органа было пристроено дополнительное помещение. Заново созданный интерьер включил в себя лепку, которая состоит из десятка тысяч элементов и сотни квадратных метров цветных витражей. Вокруг здания посажен небольшой парк и установлен фонтан в арабском стиле.